# Жилин Млинок
Жи́лин Млино́к — село в Україні, у Остерській міській громаді Чернігівського району Чернігівської області. Населення становить 4 особи. До 2016 орган місцевого самоврядування — Біликівська сільська рада.

## Географія
Селом протікає річка Вир, ліва притока Старухи.

## Населення
1901 - хутір з населенням 131 особа.

### Мова
Розподіл населення за рідною мовою за даними перепису 2001 року:
| Мова       | Кількість | Відсоток |
| ---------- | --------- | -------- |
| українська | 28        | 100%     |

## Історія
12 червня 2020 року, відповідно до розпорядження Кабінету Міністрів України № 730-р «Про визначення адміністративних центрів та затвердження територій територіальних громад Чернігівської області», увійшло до складу Остерської міської громади.
19 липня 2020 року, в результаті адміністративно - територіальної реформи та ліквідації колишнього Козелецького району, село увійшло до складу новоутвореного Чернігівського району Чернігівської області.